# Zamia integrifolia
Zamia integrifolia — вид голонасінних рослин класу Саговникоподібні (Cycadopsida).
Етимологія: епітет integrifolia насправді неправильний, тому що він буквально означає ціле листя, але хоча й був призначений для позначення листових фрагментів, але вони теж мають невеликі жорстокі зуби у верхній чверті.

## Опис
Стебла підземні й бульбові, 3–10[25] см в діаметрі, часто дихотомічно розгалужені, зморшкуваті. Листків 2–15; черешки з прилистками, гладкі; хребет гладкий, з 5–30 парами листових фрагментів. Листові фрагменти довгасті, округлі на вершині, з 10–15 нечіткими зубами у верхній четверті, середні — завдовжки 8–25 см і шириною 0,5–2 см. Пилкові шишки 1–30, на ніжках, темно-червоно-коричневого кольору, від циліндричних до яйцювато-циліндричних, вершини гострі, завдовжки 3–15 см і 0,8–2 см в діаметрі. Насіннєві шишки 1–5 черешчаті, темно-червоно-коричневого кольору, іноді стають сірим, коли зрілі, циліндричні або злегка яйцеподібні з тупою або злегка гострою вершиною, довжиною 6–15 см і 4–6 см в діаметрі. Насіння з від червоного на оранжево-червоного кольору саркотестою, яйцеподібне, довжиною 1–2 см. 2n = 16.

## Поширення, екологія
Країни поширення: Багамські острови; Кайманові острови; Куба; Пуерто-Рико (головний острів); Сполучені Штати Америки (Флорида, Джорджія). Місця проживання від відкритих прибережних районів і піщаних дюн до соснових земель і з замкнутим пологом дубами до тропічного лісу. Найбільш часто зустрічається в ґрунті понад вапняку і піску поблизу рівня моря або в сухих соснових земель, що піддаються періодичним пожежам.

## Загрози та охорона
Населення знизилося в основному через руйнування середовища проживання для житлового будівництва та сільського господарства. На початку 20-го століття, велику кількість було зібрано в рамках комерційної крохмальної промисловості. На Кубі, населення присутнє в ісп. National Park Guanahacabibes. У Пуерто-Рико рослини знаходяться в ісп. Punta Guaniquilla Natural Reserve.  На Багамських островах, рослини знаходяться в National Park of Great Abaco Island. Рослини також зустрічається приблизно в 80 охоронних територіях в штаті Флорида, США, в тому числі Національному парку Еверглейдс.